# الرجل القوي (سياسة)

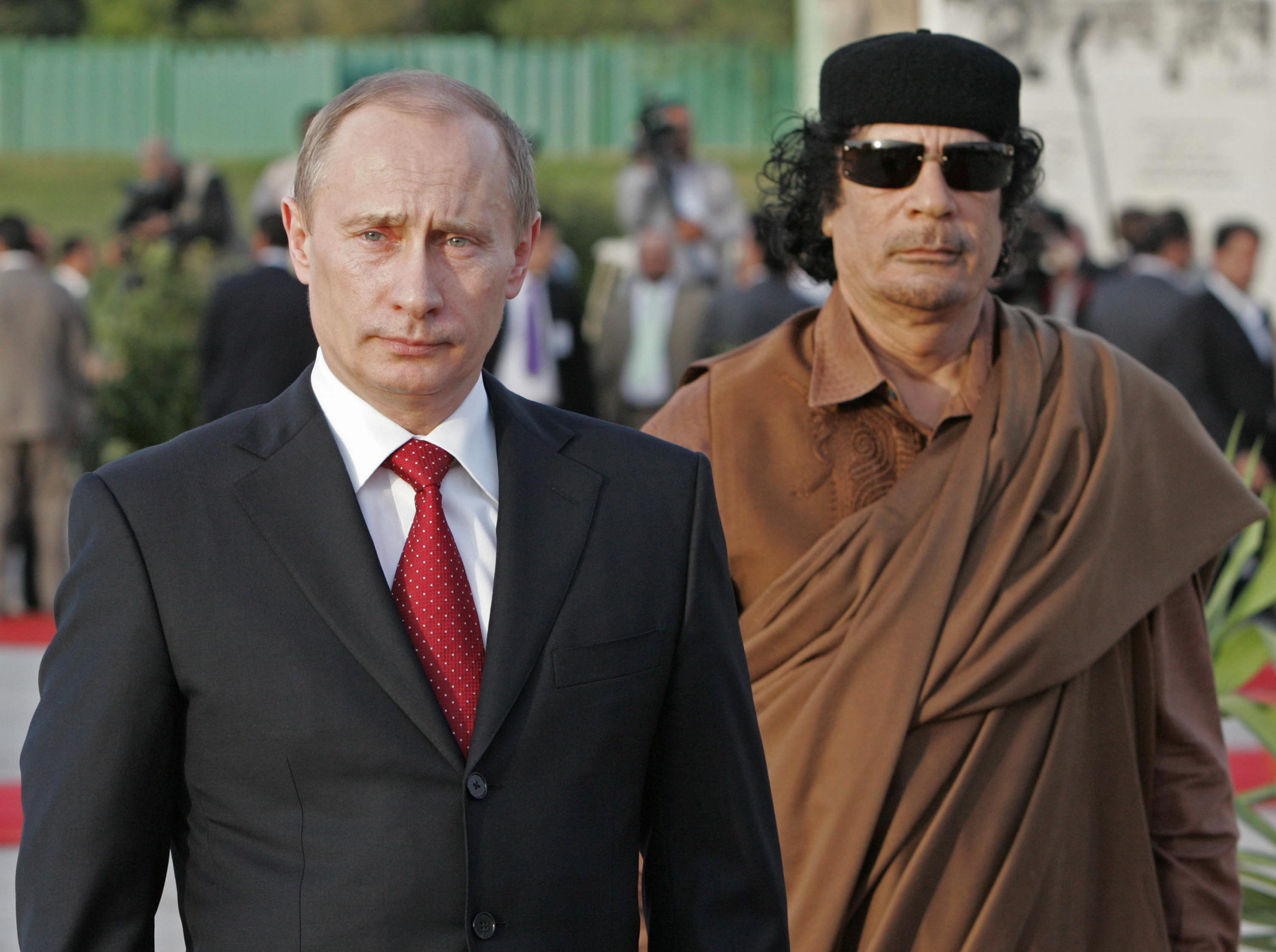
فلاديمير بوتين مع قائد الثورة الليبية معمر القذافي ، طرابلس

الرجل القوي هو نوع سلطوي من الزعماء السياسيين. يعرف عالما السياسة برايان لاي ودان سلاتر حكم الرجل القوي كشكل من أشكال الحكم الاستبدادي الذي يتميز بالديكتاتوريات العسكرية الاستبدادية، وهو يختلف عن ثلاث فئات أخرى من الحكم الاستبدادي، وتحديداً الآلة (الديكتاتوريات الحزبية الأوليغارشية)، والتسلط (الديكتاتوريات الحزبية الأوتوقراطية)، والخونتات (الديكتاتوريات العسكرية الأوليغارشية).
وجدت دراسة نشرت عام 2014 في المجلة السنوية للعلوم السياسية أن الرجال الأقوياء والمجلس العسكري هم أكثر عرضة للانخراط في انتهاكات حقوق الإنسان والحروب الأهلية من الديكتاتوريات المدنية. ومع ذلك ، فإن القادة العسكريين الأقوياء أكثر عدوانية من الأنظمة العسكرية أو الديكتاتوريات المدنية — أي أنهم أكثر عرضة لبدء نزاع مسلح بين الدول، ويُفترض أن هذا يرجع إلى أن الرجال الأقوياء لديهم أسباب أكبر للخوف من الاغتيال أو السجن أو النفي بعد الإطاحة بهم من السلطة. من المرجح أيضًا أن ينتهي حكم العسكريين الأقوياء من خلال تمرد أو انتفاضة شعبية أو غزو؛ وعلى نقيض ذلك، يُرجح أن ينتهي حكم الأنظمة العسكرية والديكتاتوريات المدنية بالدمقرطة.
من بين القادة الاستبداديون المصنفون من قبل علماء السياسة كرجال أقوياء خوان دومينغو بيرون (الأرجنتين)، وماو تسي تونغ (جمهورية الصين الشعبية)، وشيانغ كاي شيك (جمهورية الصين)، وفيدل كاسترو (كوبا)، وجمال عبد الناصر (مصر)، ويوانيس ميتاكساس (اليونان)، وأيوب خان (باكستان) ، وسياد بري (الصومال)، وصلاح جديد (سوريا)، وحافظ الأسد (سوريا)، وعيدي أمين (أوغندا)،  وكذلك هون سن (كمبوديا)، وسوهارتو (إندونيسيا)،  وكل من عمر توريخوس ومانويل نورييغا في بنما.